# Torslandaverken
Torslandaverken, ursprungligen Volvo Torslandafabriken, är Volvo Personvagnars fabriksanläggning i Torslanda på Hisingen i Göteborg. Då fabriken invigdes var den Nordens största i ett plan.

## Historia
År 1957 befann sig Volvo vid en skiljeväg, då det var helt avgörande att kraftigt öka produktionskapaciteten. Den gamla industritomten vid Lundby (Lundbyverken) i Göteborg tillät inte fler utbyggnader. Enligt beräkningar som gjordes, kunde produktionsvolymen i den gamla fabriken ökas till som mest 55 000 bilar vid dagskift och till högst 100 000 vid tvåskiftsarbete. 
Efter att ha vidtagit omfattande lokaliseringsundersökningar, beslutade Volvos styrelse 1958 om att köpa in ett område i Sörredsdalen på Hisingen, cirka 7 kilometer väster om den gamla fabriken. Produktionsplanen fastställdes till 110 000 bilar per år vid dagskift, 150 000 vid tvåskift, med möjlighet till 200 000 bilar vid full drift. Tack vare ett omfattande stöd från staten kunde projektet fullföljas, detta genom möjligheten att få utnyttja vinstmedel, avsatta till konjunkturinvesteringsfond för direktnedskrivning av gjorda investeringar.
Dåvarande landshövdingen i Göteborgs och Bohus län, Per Nyström fick 1958 besök av Volvos vd Assar Gabrielsson i ett ärende. De hade god kontakt. Gabrielsson berättade att Volvo haft överraskande stor framgång med Volvo Amazon och därför satt alldeles för trångt i de gamla lokalerna på Hisingen. Gabrielsson hade tittat på ett större område i Sörredsdalen som skulle passa verksamheten bra, men var nu orolig att priserna skulle gå upp i takt med Volvos köp av gårdarna "— Jo, du förstår att kommer det ut när jag börjar köpa gårdarna där ute att det är Volvo som köper så vet de inte vilka priser de vill ha. De räknar med att vi kan betala vad som helst. I förhållande till de investeringskostnader vi har är förstås tomtpriserna inte så avgörande men jag tycker det är väldigt osunt att de trissar upp det för att det är en framgångsrik industri som vill köpa." 
Nyström lovade att informationen skulle stanna dem emellan och tillstyrkte efter ett tag markförvärven "— Jag har precis samma intresse som du i det här. Om markpriserna stiger här i närheten av Göteborg färgar det av sig på den mark som vi skall bygga bostäder på och därför skall vi försöka hålla markpriserna i styr. De har redan börjat gå upp ordentligt och jag är övertygad om att det pris du kommer att ge möjliggör för alla dessa bönder att köpa nya gårdar uppe i landet." Gabrielsson använde sig av bulvan vid köpen, en mäklarfirma som inte nämnde vem som var köparen.

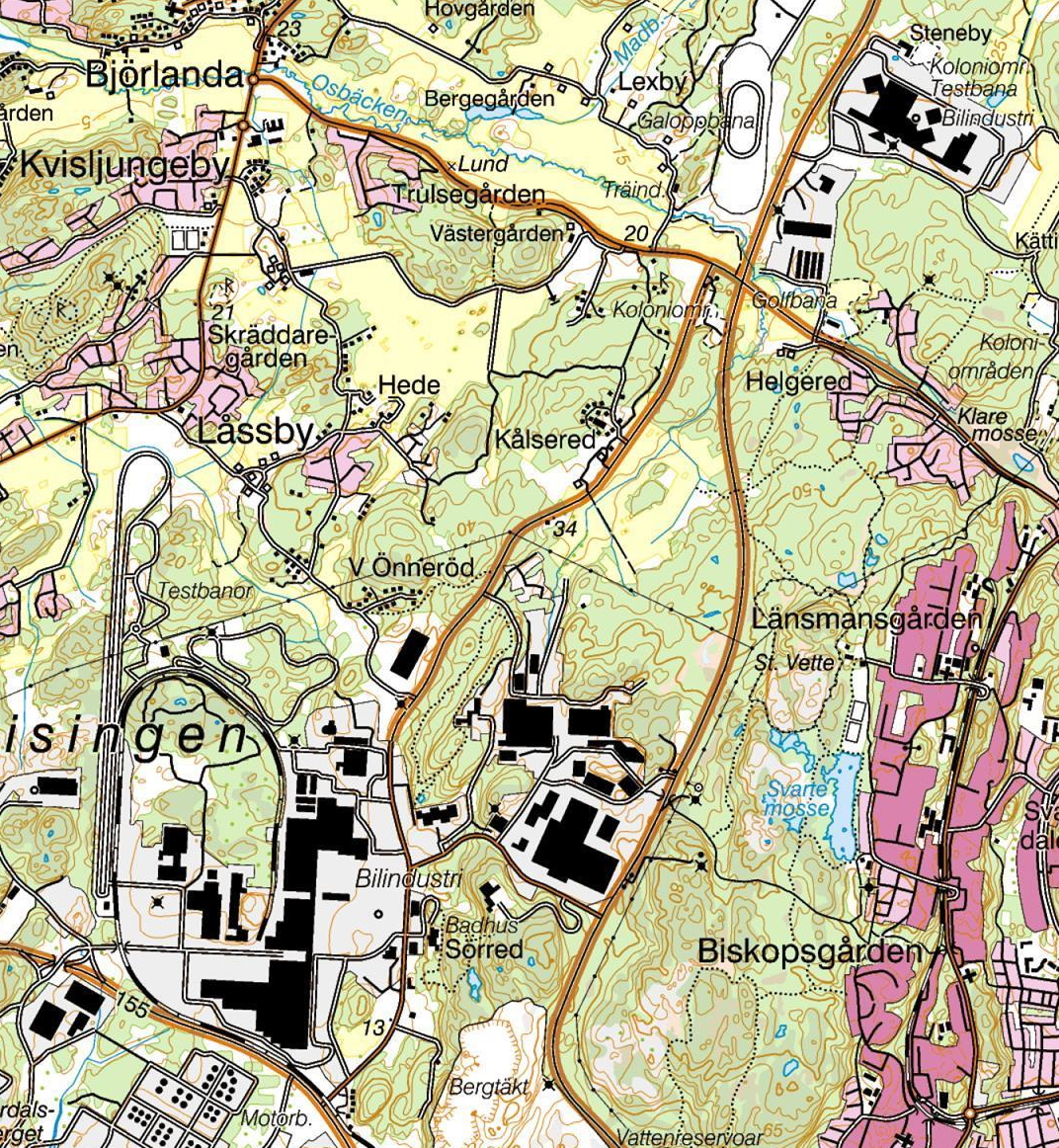
Karta över Volvos produktionsanläggningar på Hisingen (i princip alla svarta block). Torslandaverken syns nere till vänster, med testbanan till vänster och sidoanläggningar till höger. Längst upp till höger på kartan syns Volvo Lastvagnars fabriksanläggning i Tuve.

Ursprungligen köpte Volvo in cirka 4 miljoner kvadratmeter mark, från 15 bönder och ett femtiotal andra markägare. En fjärdedel av marken bestod av åker och äng, medan den största delen bestod av berg. Den gamla gränsen mellan Sverige och Norge går genom slutmonteringsfabriken (TC med 72 200 kvadratmeter), så att dess sydvästra del tillhörde Sverige och resten Norge. I mars 1959 köpte Volvo de sista tomterna i Sörred, och den totala kostnaden för fabrikens markförvärv uppgick till 8,25 miljoner kronor. Byggnadsarbetena påbörjades den 4 november 1959, och redan 28 augusti 1961 kunde karossfabriken (TA med 33 800 kvadratmeter) leverera den första karossen till Lundbyfabriken som skulle bli del av en Volvo Amazon. År 1962 stod målerifabriken (TB med 24 000 kvadratmeter) färdig. Torslandaverken ersatte Volvos tidigare huvudfabrik i Lundby på Hisingen. 
Genom anläggandet av Torslandaverken ökades Hisingens järnvägsnät med 6,6 spårkilometer, varav drygt hälften inom industriområdet. Detta samtidigt som Statens Järnvägars Sannegårdsstation expanderade till den största järnvägsstationen i hela Västsverige. De nya spåren anknyter till de spår och den bangård som anlades i samband med Koppartrans anläggningar på Norra Älvstranden. Torslandavägen utgjorde den största utmaningen för SJ. För att skapa en planskild korsning fick man gå under vägen med spåren.
Investeringen i den nya fabriksanläggningen uppgick till 240 miljoner kronor, den totala markytan var 4 miljoner kvadratmeter, då Sveriges största industritomt. Golvytan uppgick till 180 000 kvadratmeter, varav 161 000 kvadratmeter utgjordes av de tre fabrikshallarna. Asfalterad yta var 300 000 kvadratmeter, och staketlängden var 4 200 meter. Det gick åt 55 000 kubikmeter betong, 3 380 ton med armeringsjärn samt 2 225 000 tegelstenar. Till taken behövdes det 135 000 kvadratmeter lättbetongplattor. De tre fabriksenheterna var totalt 1 100 meter långa. Färskvattnet kom från Göteborgs stadsnät, via en högreservoar på 2 000 kubikmeter, byggd på ett berg öster om fabriken. Ledningarna för kall- och varmvatten var 3 mil. Fabrikens transportörer rymde samtidigt 1 600 karosser eller vagnar i olika tillverkningsfaser.
Torslandaverken är en av Skandinaviens största arbetsplatser. Idag ägs Lundbyfabriken av AB Volvo och där ligger Volvo Lastvagnars kontor och utveckling, samt Volvo GTT. Volvo Penta har de gamla industrilokalerna som verkstad och produktionsanläggning. Den första bilen att rulla av produktionslinjen vid Torslandaverken var en Volvo Amazon, vilken skänktes till kung Gustaf VI Adolf i samband med invigningen.

## Invigningen
Torslandaverken invigdes av Gustaf VI Adolf den 24 april 1964. I samband med invigningen åkte kungen i baksätet på en Volvo ÖV4 genom fabrikerna, tillsammans med VD Gunnar Engellau och Gustaf Larson. Bilen framfördes av Ingemar Kastbom. Cirka 2 000 hedersgäster var inbjudna, varav 600 från Stockholm. Den 26 april bjöd Volvo in alla anställda med anhöriga — över 20 000 personer — att bese fabriken. Den 12 till 13 maj samlades Volvos alla återförsäljare i Sverige för att besöka fabriken, cirka 500 personer. Den 9 till 12 juni hade man världskongress med alla representanter i övriga världen för att visa den nya fabriken, cirka 150 personer.

## Torslandaverkens delar
Torslandaverken kallas även för VCT (Volvo Cars Torslanda). Fabriken består av delfabrikerna TA, TB och TC. Dessa förkortningar står för:
 T som i Torslanda samt A för den fabriksenhet där tillverkningsprocessen startar och därefter i bokstavsordning, B och C. TA är karosserifabriken där karossen sätts samman, samt att vissa komponenter tillverkas där, i pressverket. Denna fabrik är till största delen automatiserad. Övriga plåtdelar såsom dörrar, motorhuvar och bagageluckor (S80) tillverkas i Volvo personvagnars fabrik i Olofström (VCBC). TB är måleriet dit karosserna kommer efter montering. Denna fabriksdel är också till stor del automatiserad. TC är slutmonteringen där alla detaljer monteras, bilen slutjusteras samt kontrolleras. Denna delfabriken är till mindre del automatiserad och det mesta arbetet görs manuellt. Utanför området fanns fram till 2009 kompletteringsfabriken för alla motorer. Dessa kommer från alla världens hörn och behöver förberedas inför produktionen. Det gjorde i Bulyckefabriken i Torslanda alldeles intill Torslandaverken, men från och med augusti 2009 är detta arbete inflyttat till TC. 
Vissa bilar ska även extrautrustas, vilket sker på TU (SVS) inom området, det kan till exempel vara polisbilar, tullbilar, säpobilar, "executive"-bilar med flera.
Ute på gården lastas bilarna för att fraktas till sina destinationer, oftast ner till Skandiahamnen för vidare export. Fabriken går tre skift; dag, kväll och natt.
Samma dag som Volvo Personvagnar firade sitt 50-årsjubileum, den 24 april 2014, invigdes Torslandaverkens nya karossfabrik TA3, som höjer produktionskapaciteten till 300 000 bilar om året. Invigningen förrättades av Volvo PV:s vd Håkan Samuelsson, kommunstyrelsens ordförande Anneli Hulthén och landshövdingen Lars Bäckström.
År 1975 arbetade 68 personer på Volvos karossvetslinje i TA. Deras produktion var 28 karosser i timmen. Efter att 31 datorstyrda robotar installerats under 1978, höjdes produktionen till 50 karosser i timmen, med endast åtta personer kvar. De andra 60 kunde omplaceras.

### Övrig verksamhet på området
På Torslandaverken finns även Volvos krocktestcenter där hundratals krocktester genomförs varje år. Dessa görs för Ford Europa, delar av Tata Motors (Jaguar, Land Rover), Volvo Personvagnar och AB Volvo. I Torslanda finns också Volvo Personvagnars högkvarter och utveckling och även AB Volvo:s högkvarter (huvudkontor). Innanför grindarna till Torslandaverken ligger också AB Volvos, Göteborgs Stads och Volvo personvagnars gymnasium, Göteborgsregionens Tekniska Gymnasium (GTG).
Den norra delen av Torslandaverken ägs gemensamt med AB Volvo och används för deras presentationer av modeller, där finns idag två stora provbanor som används av de båda företagen och Volvo AB:s stora democenter, VDC, även kallat för vetedegen. Totalt finns inom området 4 olika provbanor.
Den 22 september 1970 gick startskottet för "Mobilen", Volvos nya fritidsanläggning i bergsterrängen strax öster om Volvo City. Det var vd Gunnar Engellau som utlöste den första sprängsalvan. Golvytan skulle bli 7 500 kvadratmeter och kostnaden uppskattades till cirka 11 miljoner kronor, vilket togs ur Volvo personalstiftelse som grundades 1968. Mobilen skulle få en simbassäng med sex 25-metersbanor och i anslutning skulle man kunna spela handboll, badminton, basketboll eller tennis i en sporthall med internationella handbollsmått. Bowling med åtta banor i en egen hall skulle också finnas. Namnet Sörredsgården ersatte senare Mobilen.

## Tillverkning
I fabriken tillverkas modellerna XC90, XC60, V60, V90, V60 Cross Country samt V90 Cross Country. I gamla TB (måleriet) finns paketeringen för Volvo Personvagnars originalreservdelar.

## Studiebesök
Torslandaverken tar emot besökare, som då får en guidad tur med "Blå tåget" genom fabrikerna.